# Catedral de San Juan (Chiayi)
La Catedral de San Juan (en chino: 聖若望主教座堂) es el nombre que recibe un edificio religioso que está afiliado a la iglesia católica, que se encuentra ubicado en la calle 62 Minchuan de la localidad de Chiayi en la isla de Taiwán.
La catedral actual fue construida entre 1957 y 1958. El templo sigue el rito romano o latino y es la iglesia principal de la diócesis de Chiayi también escrito Kiayi o (Dioecesis Kiayiensis; 天主教嘉義教區) que fue elevada a su actual estatus en 1962 mediante la bula "Cum Apostolica" del papa Juan XXIII.
La iglesia esta bajo la responsabilidad pastoral del obispo Thomas Chung An-zu. El edificio ha sido renovado varias veces en especial después del terremoto que afectó la isla en 1964, por varias inundaciones y tifones y por un pequeño incendio que se produjo en 1997.

## Referencias

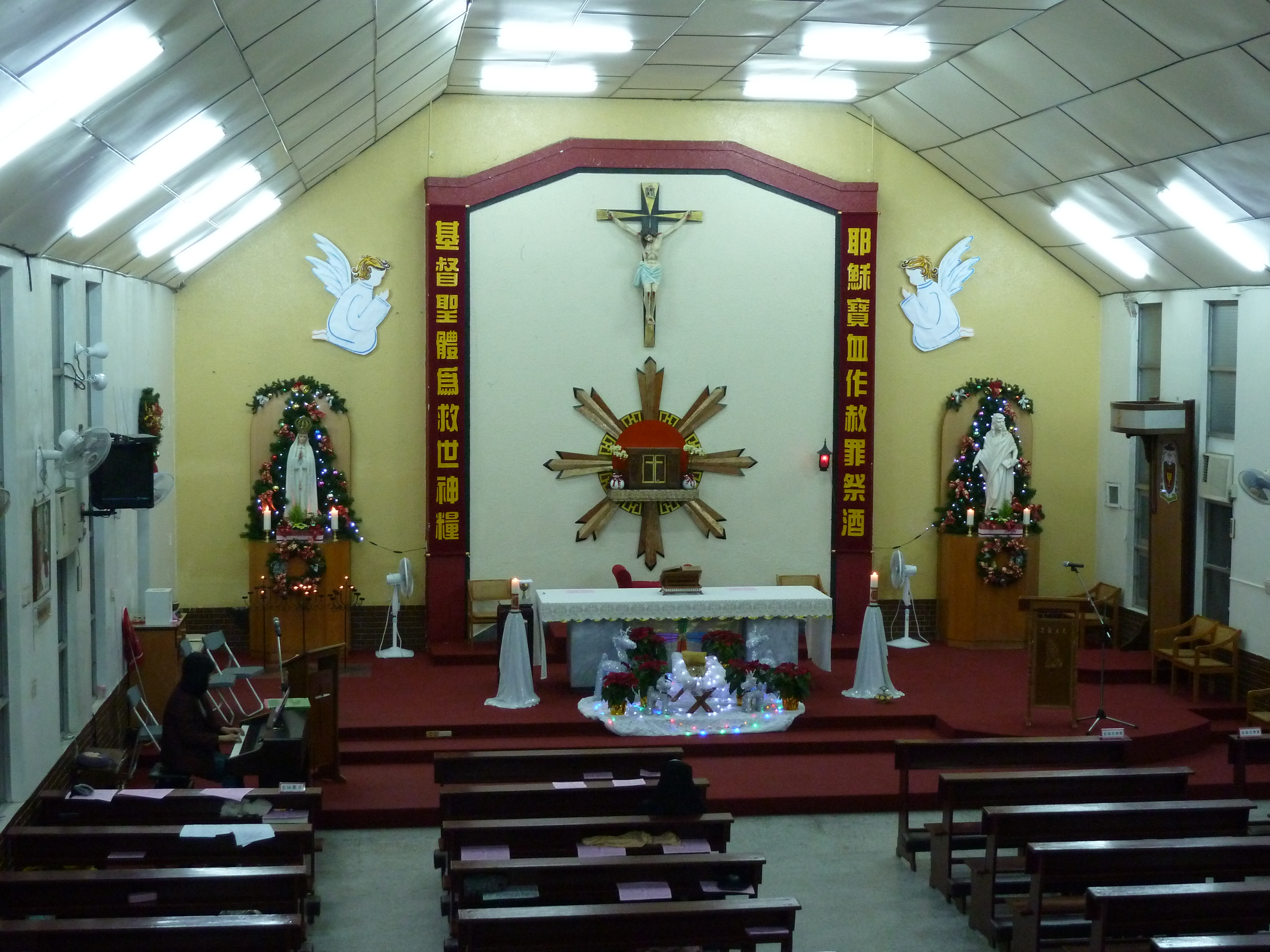
Vista interna